# Pinocho (película de 2019)
Pinocho es una película de fantasía italiana de 2019 coescrita y dirigida por Matteo Garrone, basada en el libro de 1883 Las aventuras de Pinocho del italiano Carlo Collodi.
La película fue preseleccionada en quince categorías de los Premios David de Donatello de 2020.
Esta es la segunda película basada en Las aventuras de Pinocho en la que participa Roberto Benigni, quien interpreta a Geppetto, habiendo participado con anterioridad en la película Pinocho de 2002 en el papel del protagonista titular.

## Reparto
Los miembros del reparto son:
- Federico Ielapi como Pinocho.
- Roberto Benigni como Geppetto.
- Rocco Papaleo como el Gato.
- Massimo Ceccherini como el Zorro.
- Marine Vacth (voz: Domitilla D'Amico[nb 1]) como el Hada de los cabellos turquesa (adulto).
  - Alida Baldari Calabria como el Hada de los cabellos turquesa (niña).
- Gigi Proietti como Mangiafuoco.
- Davide Marotta como el Grillo, y la marioneta Pantalone.
- Massimiliano Gallo como el Cuervo, el Director del circo y el Mastín.
- Gianfranco Gallo como la Lechuza, el Mastín y Medoro.

## Producción
El 24 de octubre de 2016 se anunció que Toni Servillo fue elegido como Geppetto, el padre de Pinocho. Dos años después, en octubre de 2018, se anunció que Geppetto sería interpretado por Roberto Benigni (quien había hecho el papel de Pinocho en una adaptación previa dirigida por él mismo) quien dijo: “Un gran personaje, una gran historia, un gran director: interpretar a Geppetto dirigida por Matteo Garrone es una de las formas de felicidad".
Nick Dudman trabajó en el maquillaje y las criaturas de la película Más tarde se anunció que Mark Coulier trabajó en el maquillaje para la película.
El rodaje comenzó el 18 de marzo de 2019 durante 11 semanas en Toscana, en Tenuta La Fratta, Lazio y Apulia. 
La película se estrenó en Italia el 19 de diciembre de 2019.
El 29 de marzo de 2019, se lanzó la primera imagen promocional.

## Premios y nominaciones
| Año  | Premio                    | Categoría                        | Destinatario(s)                                                                     | Resultado |
| ---- | ------------------------- | -------------------------------- | ----------------------------------------------------------------------------------- | --------- |
| 2020 | Premio David de Donatello | Mejor película                   | Mejor película                                                                      | Nominada  |
| 2020 | Premio David de Donatello | Mejor director                   | Matteo Garrone                                                                      | Nominado  |
| 2020 | Premio David de Donatello | Mejor guion adaptado             | Matteo Garrone y Massimo Ceccherini                                                 | Nominados |
| 2020 | Premio David de Donatello | Mejor productor                  | Archimede, Le Pacte, Rai Cinema                                                     | Nominados |
| 2020 | Premio David de Donatello | Mejor actriz de reparto          | Alida Baldari Calabria                                                              | Nominada  |
| 2020 | Premio David de Donatello | Mejor actor de reparto           | Roberto Benigni                                                                     | Nominado  |
| 2020 | Premio David de Donatello | Mejor fotografía                 | Nicolaj Brüel                                                                       | Nominado  |
| 2020 | Premio David de Donatello | Mejor banda sonora               | Dario Marianelli                                                                    | Nominado  |
| 2020 | Premio David de Donatello | Mejores decorados y decoraciones | Dimitri Capuani                                                                     | Ganador   |
| 2020 | Premio David de Donatello | Mejor vestuario                  | Massimo Cantini Parrini                                                             | Ganador   |
| 2020 | Premio David de Donatello | Mejor maquillaje                 | Dalia Colli, Mark Coulier                                                           | Ganadores |
| 2020 | Premio David de Donatello | Mejor diseño de cabello          | Francesco Pegoretti                                                                 | Ganador   |
| 2020 | Premio David de Donatello | Mejor montaje                    | Marco Spoletini                                                                     | Nominado  |
| 2020 | Premio David de Donatello | Mejor sonido                     | Mariacetta Lombardo, Luca Novelli, Daniela Bassani, Stefano Grosso, Gianni Pallotto | Nominados |
| 2020 | Premio David de Donatello | Mejores efectos visuales VFX     | Theo Demeris y Rodolfo Migliari                                                     | Ganadores |